# Kantilo
Kantilo es una ciudad censal situada en el distrito de Nayagarh en el estado de Odisha (India). Su población es de 9181 habitantes (2011). Se encuentra a orillas del río Mahanadi, a 73 km de Bhubaneswar y a 80 km de Cuttack. 

## Demografía
Según el censo de 2011 la población de Kantilo era de 9181 habitantes, de los cuales 4734 eran hombres y 4447 eran mujeres. Kantilo tiene una tasa media de alfabetización del 85,18%, superior a la media estatal del 72,87%: la alfabetización masculina es del 92,25%, y la alfabetización femenina del 77,71%.